# Ragnvald Eysteinsson
Pour les articles homonymes, voir Eysteinsson.
Ragnvald Eysteinsson (vieux norrois Rǫgnvaldr Eysteinsson), dit le Sage (né en 840 dans l'Oppland en Norvège, mort en 890), est le premier jarl de Møre.
Il est le père de Rollon, premier Duc de Normandie.  Il a aussi joué un rôle dans la fondation du comté des Orcades avec Harald Ier de Norvège.

## Biographie
Selon la Saga des Orcadiens, le jarl Ragnvald/Rögnvaldr avait été un fidèle compagnon de Harald Ier de Norvège pendant que ce dernier soumettait le pays. 
Le roi Harald nomme Rognvald comme premier jarl de Møre, après qu'il lui ait coupé ses cheveux longs et indisciplinés. Harald avait juré de ne jamais se faire couper les cheveux, jusqu'à ce qu'il ait pris le contrôle total de toute la Norvège. Après dix ans à ne pas se faire couper les cheveux, le geste de Rognvald a officialisé le fait que Harald avait gagné la fidélité de tous les chefs vikings de Norvège.
Comme mentionné par des sources écossaises et irlandaises contemporaines, Rognvald a joué un rôle dans la fondation du comté des Orcades. Au-delà de ce point d'accord, le dossier historique n'est pas clair quant à son rôle précis. Les sagas racontent un « grand voyage » où Rognvald a navigué avec Harald Ier de Norvège et d'autres chefs vikings.
Ce voyage était initialement une expédition punitive pour punir les chefs vikings renégats qui se sont installés aux Orcades. Les chefs rebelles auraient utilisé les Orcades comme base à partir de laquelle lancer leurs raids de maraudage en Norvège même. Agissant sous le commandement du roi, Rognvald aurait pris le contrôle des bases rebelles vikings des îles Shetland et des Orcades. De là, il a ensuite lancé des raids dans l'île de Man ainsi que dans les régions côtières de l'Irlande et de l'Écosse. En récompense et en compensation de la mort au combat d'un fils nommé Ivarr, le roi lui fit don du comté de Møre og Romsdal  des îles Shetland et des Orcades. Ivarr a été tué lors d'un raid au cours de l'expédition.
Différentes sources sont assez confuses quant à la mort d’Ivarr. Un enregistrement fait état de sa mort à Hafrsfiord en 872. Un autre dit qu'il est décédé lors d'une bataille à Orkney ou à proximité en l'an 874.
La Heimskringla précise également que Rognvald fils de Eystein Glumra reçoit aussi du roi les Orcades et les Shetland, qu'il confie d'abord à son frère Sigurd Eysteinsson, puis à ses fils illégitimes. Le puissant jarl meurt avec soixante de ses hommes dans l'incendie de sa résidence au cours d'un conflit avec Halfdan Halegg et Gudroed Liomi, deux fils de Harald Ier qui voulaient le déposséder.

## Union et postérité
Il est avec son épouse Hilda, fille de Hrolfr Nefja, le père de :
- Rollon, ou Hrolfr, le futur duc de Normandie ;
- Thorir le Taiseux, qui lui succède comme jarl de Møre[4].

La  Heimskringla lui attribue également des fils illégitimes qui « avaient déjà atteint l'âge adulte lorsque leurs frères légitimes étaient encore dans l'enfance » :
- Halladr, jarl des Orcades[6] ;
- Torf-Einarr, jarl des Orcades[7] ;
- Hrollaugr.

Selon André Davy, Ragnvald ou Rognvald se serait uni à Ragnhilde Hrolfsson de Moerildir, fille de Rolf Nefio. C'est de cette union légitime que naquirent :
- Rognvaldesson Einar (858-910), qui hérita du comté de Maerc ;
- Rollon, futur duc de Normandie, qui fut exilé ou s'exila du royaume de Norvège.

Avec ses concubines on peut citer Hrolf Turtain (fl. en 920) qui suivit Rollon en Normandie et épousa Ermina d'Avranches.